# معركة البرنجية
معركة البرنجية قام السلطان علي دينار عام 1914، ببناء قصره الذي أصبح الآن متحفا والسلطان علي دينار هو أشهر سلاطين مملكة الفور وحكم دارفور منذ أواخر القرن التاسع عشر وحتي عام 1916 حين هزيمته قوات الاحتلال الإنجليزي في معركة شهيرة سميت معركة البرنجية وقد أقام خلال فترة حكمه دولة مستقرة ووحدة وطنية وكان قويا عادلا استطاع التصدي للإنجليز، وأقام علاقات مع الدولة العثمانية، وكان يرسل الكسوة والمحمل إلي الكعبة الشريفة كل عام، وحفر آبارا في المدينة المنورة سميت باسمه هي أبيار علي المعروفة حتي الآن.